# Kryszpin Kirszensztein
Kryszpin Kirszensztein herbu Kryszpin (zm. 29 kwietnia 1639 roku) – ciwun pojurski w latach 1619–1639.
Był elektorem Władysława IV Wazy z Księstwa Żmudzkiego w 1632 roku, podpisał jego pacta conventa.